# Французское вторжение в Швейцарию
Французское вторжение в Швейцарию (фр. Invasion française de la Suisse) — вторжение войск Французской республики в Швейцарский союз в 1798 году с целью установления революционного порядка.

## Предыстория
До падения Старого режима во Франции швейцарская Старая Конфедерация представляла собой свободный союз суверенных кантонов и их союзников, который был сильно ориентирован на соседнее государство. Французская революция привела швейцарцев к отчуждению от Франции, что политически подогревалось агитацией реакционно настроенных французских эмигрантов в Конфедерации и революционно настроенных эмигрантов из Конфедерации во Франции. Тем не менее, Конфедерация оставалась нейтральной в военном отношении по отношению к Франции во время войны Первой коалиции и даже терпела оккупацию и аннексию северной части княжества-епископства Базеля Францией в 1792 году. Францию интересовали швейцарские альпийские перевалы и значительные финансовые ресурсы некоторых кантонов. После того, как северная часть княжества-епископства Базеля была аннексирована в 1792 году, южная часть также была оккупирована французами в конце 1797 года.
Вскоре представился удобный случай для вмешательства во внутренние дела Швейцарии. Изгнанный из кантона Во, по возвращении из России (в 1795 году), Лагарп и базелец Окс вступили в сношения с французской Директорией с целью добиться с ее помощью политического переворота в Во. В это же время на территории, контролируемой городом Базелем началась революция. 17 января 1798 года в Листале было установлено дерево свободы, и подданные штурмовали замки, резиденции городских губернаторов. Городское правительство пало, и 5 февраля Базельское национальное собрание собралось как первый революционный парламент Швейцарии.

## Интервенция
28 января 1798 года французские войска, под предводительством генерала Менара, вступили в Во, объявивший себя за несколько дней перед этим независимым от Берна, под именем Леманской республики. Предлогом для вступления французов послужило убийство двух французских гусаров. Вскоре затем общины Во приняли составленную Оксом и одобренную директорией конституцию единой Гельветической республики, к которой присоединился также и Базель, и таким образом Леманская республика прекратила свое существование. Революционное движение быстро распространилось и в остальных кантонах, правительства которых отреагировали на требования своих подданных и начали пересматривать конституции: признали народный суверенитет и равенство в качестве основы для реформ. За несколько недель Старая Конфедерация коренным образом изменилась.
Только Берн сохранил свое прежнее олигархическое правление и приготовился к борьбе с французами. Несмотря на храброе сопротивление бернцев, генерал Брюн, заменивший Менара, разбил их при Граухольце и принудил Берн к капитуляции, причём победителям досталось около 40 млн. франков. 

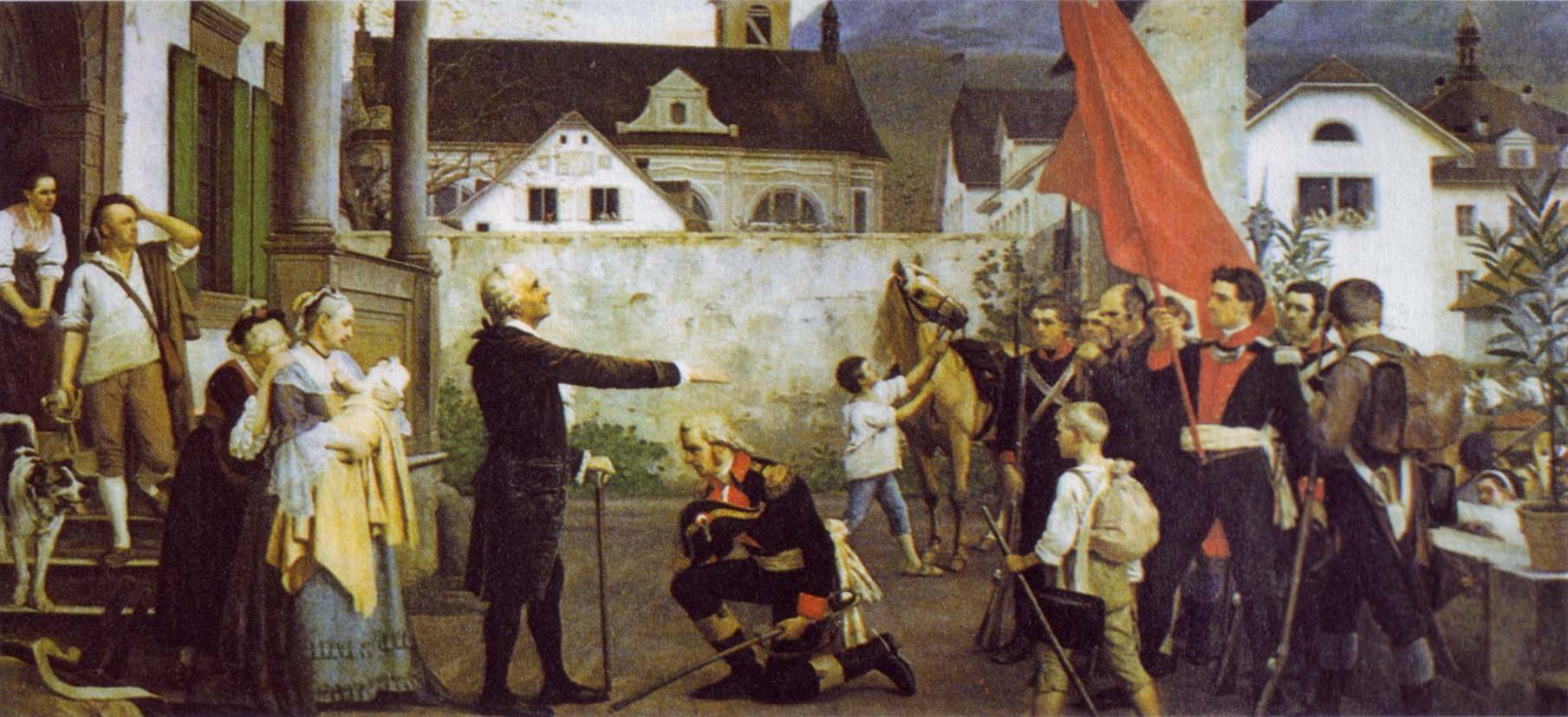
Алоиз фон Рединг принимает благословение отца перед тем как выступить против французов. Картина Векессер, Август

12 апреля представители 10 кантонов собрались в Аарау, где и была принята почти без обсуждений конституция единой и нераздельной Гельветической республики, заменившей собой прежний Союз 13 земель, и страна превратилась в сателлита революционной Франции.

## Сопротивление
Между тем образ действий французов, наложивших значительную военную контрибуцию на некоторые кантоны, присоединивших к Франции Женеву (в апреле 1798 года) и требовавших немедленного присоединения к Гельветической республике остальных кантонов, вызвали в последних сильное волнение. Кантоны Швиц, Нидвальден и Ури в центральной Швейцарии отвергли гельветическую конституцию. Несмотря на свои слабые силы, около 10 000 солдат, они начали борьбу с французами и под начальством Алоиза фон Рединга.
Но французский генерал Шауэнбург начал контратаку на Швиц из оккупированного Цюриха, двигаясь через Цуг, Люцерн и перевал Саттель. Цуг и Люцерн сдались, и вскоре после взятия Рапперсвиля и сражения под Воллерау за ними последовал Гларус. Войскам Рединга пришлось отступить после поражения при Шинделлеги, и хотя они одержали победу при Ротентурме, они не смогли переломить ситуацию. 4 мая правительство Швица отказалась от борьбы. Французы, впечатлённые сопротивлением центральной Швейцарии, предоставили им мягкие условия капитуляции и позволили сохранить оружие. Эти кантоны присоединились к Гельветической республике.
Последним событием французского вторжения было первоначально успешное восстание в верхнем Вале, которое было подавлено в конце мая. Восстание в Нидвальдене произошло в сентябре 1798 года и было подавлено французами также под командованием Шауэнбурга.

## Результаты
Завоевание Францией Швейцарии, которая сохраняла свой нейтралитет с момента начала Французской революции, было одной из причин формирования Второй коалиции и вспыхнувшей 1799 году новой войне, в которой территория Гельветической республики стала ареной военных действий.